# Rétablissement (Kursachsen)

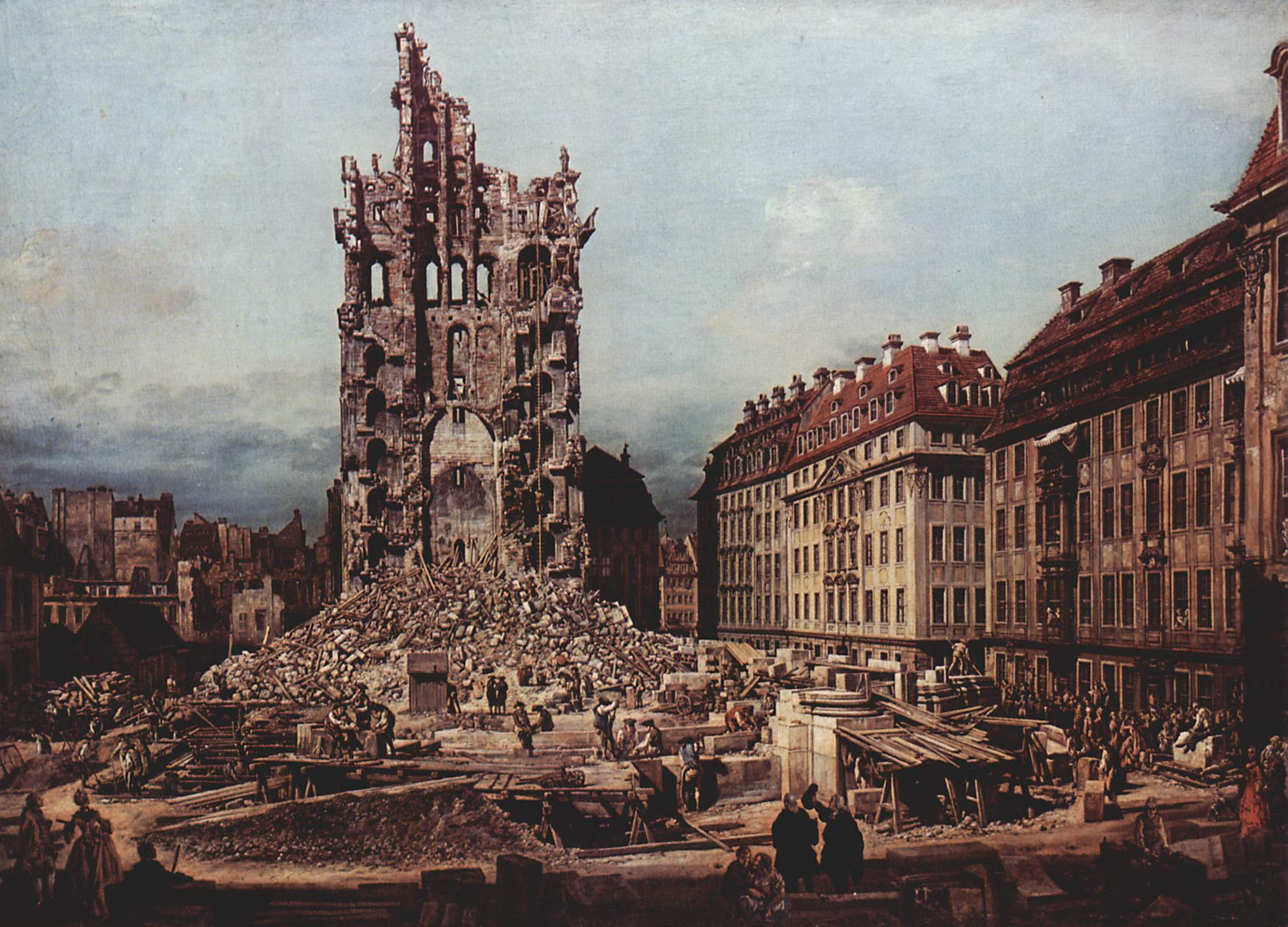
„Die Trümmer der ehemaligen Kreuzkirche zu Dresden“, Gemälde von Canaletto, 1765

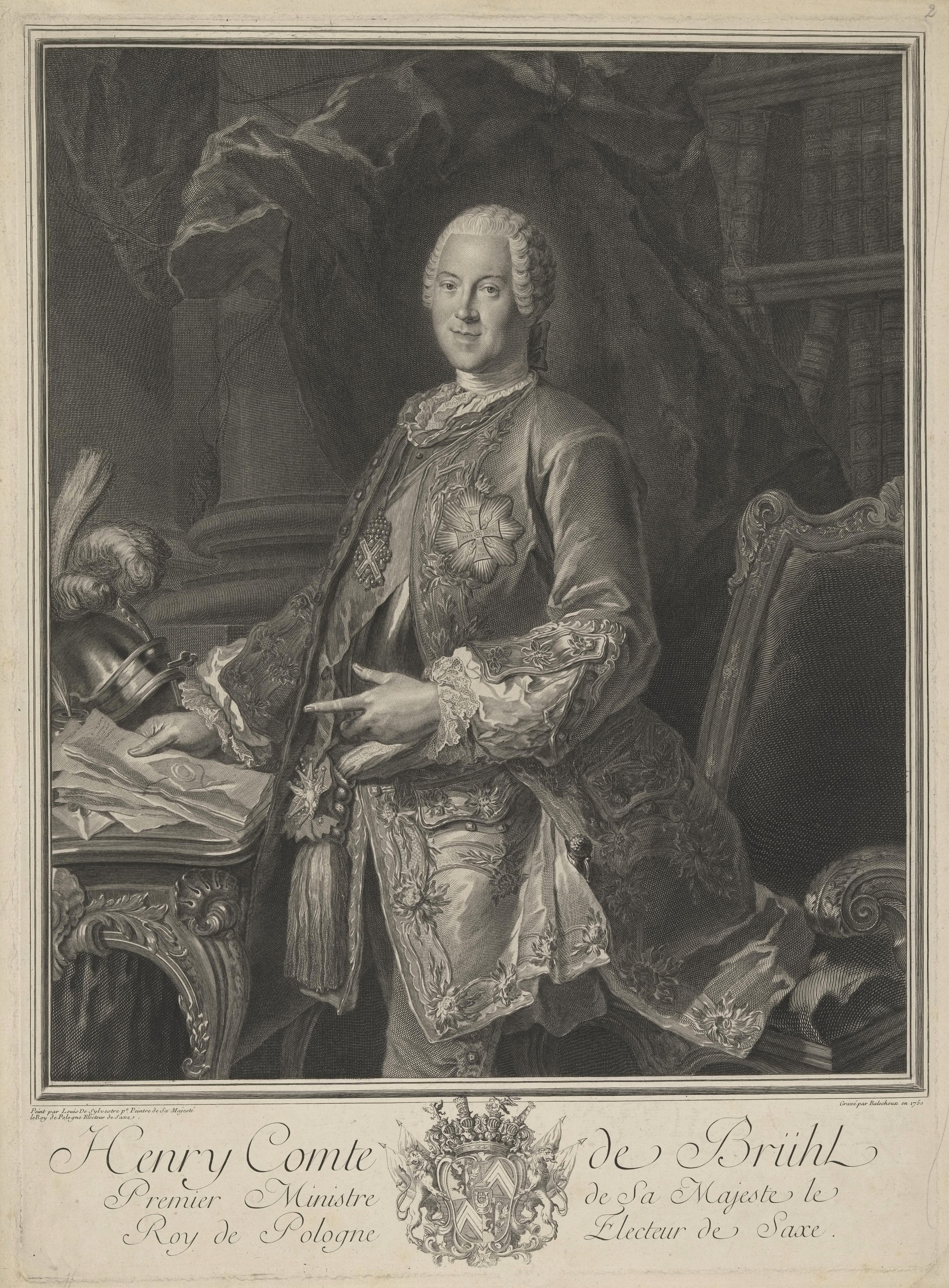
Graf Heinrich von Brühl, Kupferstich von Jean-Joseph Balechou, 1750

Als (Sächsisches) Rétablissement wird der Wiederaufbau Kursachsens und das Wiedererstarken der kursächsischen Wirtschaft nach dem Ende des Siebenjährigen Krieges (1756–1763) bezeichnet. Innerhalb weniger Jahre wandelte sich das völlig verwüstete und finanziell ruinierte Land wieder zum führenden deutschen Wirtschaftsstandort. Umfassende Staats- und Verwaltungsreformen begründeten zugleich die für Sachsen bis zur Mitte des 19. Jahrhunderts maßgebliche Außen- und Innenpolitik. Das Kurfürstentum setzte dabei auf eine Mischung aus strenger Ausgabendisziplin, Verwaltungsreformen und Wirtschaftsförderung. Das (Sächsische) Rétablissement zählt zu den bedeutendsten Aufbauleistungen in der deutschen Geschichte.

## Ausgangslage
Der Siebenjährige Krieg hatte das Kurfürstentum Sachsen sehr stark belastet. Preußen war Ende August 1756 ohne formelle Kriegserklärung in drei Heeressäulen mit insgesamt 70.000 Mann überraschend in Sachsen einmarschiert. Die Stärke der sächsischen Armee betrug weniger als 30.000 Mann. Sachsen kapitulierte im Oktober des Jahres. Der Dresdner Hof durfte nach Erlaubnis Friedrichs nach Polen ausreisen, sämtliche Offiziere der sächsischen Armee wurden in die preußische Armee gepresst, wo allerdings viele wieder desertierten. Sachsen war nach dem Krieg verwüstet und ausgeplündert. Die Kriegskosten werden auf 250 bis 300 Millionen Taler geschätzt. Die Bevölkerung ging um 140.000, ca. 8 Prozent, zurück. Durch die Beschießung Dresdens wurden Teile der Stadt, darunter Kreuzkirche und Teile der Brühlschen Terrasse, zerstört. Schloss Hubertusburg und sämtliche Besitzungen des Friedrich II. besonders verhassten sächsischen Premierministers Graf Brühl (1700–1763) wurden geplündert und zerstört. Stadtkassen, Magazine und Zeughäuser wurden geleert und der preußischen Armee zugeschlagen. Die preußische Armee wurde während der Besatzung aus den aus Sachsen gepressten Einnahmen finanziert und hinterließ bei ihrem Abzug im März 1763 ein verwüstetes und ruiniertes Land. Preußen hatte kein Interesse an einer nachhaltigen Entwicklung Sachsens, sondern bediente sich lediglich seiner Ressourcen und plünderte das Land aus.
Die Zeit verschwenderischer barocker Hofhaltung, teurer außenpolitischer Strategien wie dem Erwerb der polnischen Krone, der Mätressenwirtschaft und der Protegierung von Günstlingen war nun vorbei. Sachsens Versuch, zu einer der europäischen Hegemonialmächte aufzusteigen, war – auch an der naiven Brühlschen Außenpolitik, die Preußen unterschätzte – gescheitert.

## Vorbereitung und Durchführung

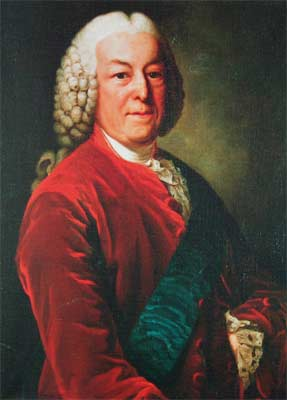
Thomas von Fritsch; Gemälde von Anton Graff, 1772.

Das Rétablissement wurde noch während des Krieges 1762 mit Berufung einer „Restaurierungskommission“ durch König August III. (1733–1763) und Premierminister Graf Brühl ins Leben gerufen und unter den kursächsischen Herrschern Friedrich Christian (Kurfürst 1763) und Friedrich August dem Gerechten (Kurfürst 1768–1806, König 1806–1827) sowie dem kurfürstlichen Administrator Prinz Xaver (1763–1768) im konfliktreichen Zusammenwirken mit der vormundschaftlichen Regentin Maria Antonia Walpurgis (Regentin 1763–1768) ins Werk gesetzt und fortgeführt.
Mitglieder der Kommission waren unter anderem:
- Thomas von Fritsch (1700–1775), Vorsitzender
- Hans Heinrich von Heringen (1697–1773)
- Friedrich Ludwig von Wurmb (1723–1800)
- Christian Gotthelf von Gutschmid (1721–1798)
- Gottlieb Wilhelm Rabener (1714–1771), Sekretär

Von Fritsch kann dabei als klarer Gegner der verschwenderischen Haushaltsführung und gescheiterten Großmachtambitionen unter Graf Brühl gelten. Mit der Kommission wurde der erfolgreiche Versuch unternommen, die Staatsfinanzen zu stabilisieren, die Wirtschaft zu stimulieren und sich vornehmlich auf innenpolitische Themen zu konzentrieren. Von Fritsch war zweimal in Gegnerschaft von Brühl aus dem kursächsischen Staatsdienst ausgeschieden und war seit 1746 Privatmann. Er war wie viele Rittergutsbesitzer von den ihm auferlegten preußischen Kontributionen stark betroffen. Briefe, die er an den nach Warschau geflohenen Herrscher schrieb und in denen er auf rasche Maßnahmen zur Stabilisierung Sachsens drängte, führten dazu, dass er den Vorsitz der Kommission erhielt, die dann diverse Staatsreformen durchführte. Ebenso leitete er auf sächsischer Seite die Friedensverhandlungen mit Preußen in Hubertusburg und führte sie zu einem für Sachsen günstigen Abschluss ohne Gebietsverluste.
Nach dem Krieg musste Sachsen etwa 65 Prozent der jährlichen Steuereinnahmen für Zinsen und Abtragung des Schuldenberges aufwenden. Ebenfalls mussten beträchtliche Kriegszerstörungen in Dresden, Wittenberg und Zittau beseitigt werden. Um die Wirtschaft des Landes wieder aufzubauen, erarbeitete die Restaurationskommission bis zu ihrem Abschlussbericht im November 1763 insgesamt 34 Gutachten, die nahezu alle Bereiche der Gesellschaft betrafen. So zum Beispiel die Lage der Landwirtschaft und der Städte, zur Gleichstellung der französischen Kolonie (Hugenotten) in Leipzig, zum Wiederaufbau der Stadt, zur Förderung des Handels und der Manufakturen und auch zur Verbesserung von Straßen und Verkehrswesen.
In seinem politischen Testament von 1765 fasste Thomas von Fritsch zehn Jahre vor seinem Tod die gewünschten Leitlinien künftiger sächsischer Politik noch einmal zusammen: innenpolitische Toleranz und gegenseitige Achtung in Religionssachen, ordentliche Führung des Staatshaushaltes, keine überzogene Belastung der Untertanen, geordnete Justiz und Polizei, ein den Möglichkeiten angepasstes Militär, keine Opposition zum Kaiser, trotzdem ein gutes Verhältnis zu Preußen und keine Fokussierung auf den weiteren Erwerb der polnischen Krone, um außenpolitische Abenteuer zu vermeiden.

„Eines Kurfürsten von Sachsen Interesse erfordert es, dass er gute Haushaltung einführt und die Untertanen nicht plagen läßt.“

## Ergebnisse

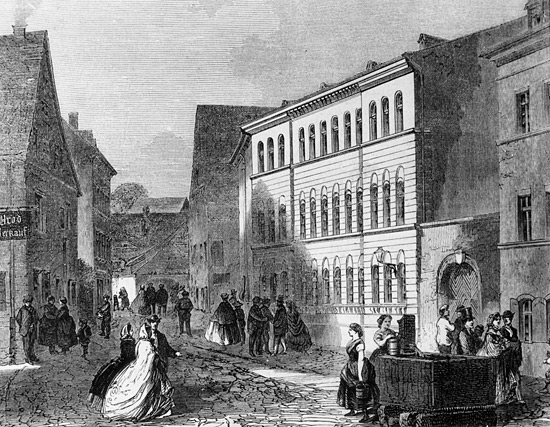
Bergakademie Freiberg 1866

Hauptziel war die Unterstützung der Wirtschaft, um diese wieder in Gang zu bringen. Dabei wurde sich an den Auffassungen des Nationalökonomen Johann Heinrich Gottlob von Justi orientiert. Dazu wurde im April 1764 die Landesökonomie-, Manufaktur- und Kommerziendeputation eingerichtet. Direktor bis 1800 wurde Friedrich Ludwig von Wurmb. Die Behörde überwachte Bevölkerungsbewegungen, Erziehung, Unterricht, Agrarwesen, Forstwirtschaft und Jagdwesen, Fischerei, Handel, Manufakturen und Fabriken. Um die Fortentwicklung der Wirtschaft zu stimulieren, wurden für Erfindungen und Verbesserungen Prämien ausgesetzt. Unternehmer wurden mit Krediten unterstützt. Dafür wurden bis 1827 2,25 Mio. Taler aufgewendet. Auch private Vereinigungen von Kaufleuten, Handwerkern, Beamten und Grundherrschaftsbesitzern unterstützten die Kreditvergabe mit eigenen Zusammenschlüssen.
Die 1764 gegründete Leipziger Ökonomische Sozietät förderte die Verbesserung von landwirtschaftlichen und gewerblichen Produktion mit Hilfe neuer technischer Erkenntnisse und Methoden. Ende des 18. Jahrhunderts lebten zwei Drittel der Bevölkerung Kursachsens auf dem Land – dementsprechend war die Weiterentwicklung des bäuerlichen Ertrags ein wichtiges Ziel. Versuche mit verschiedenen Getreidearten wurden unternommen, der Anbau von ertragreichen Futterpflanzen propagiert, zahlreiche Verbesserungen in Schaf- und Bienenzucht sowie bei Tabak- und Hopfenanbau vorgestellt. Bis 1800 hatte sich in der bäuerlichen Wirtschaft Sachsens der Anbau von Klee, Lupine, Esparsette und Futterrübe auf der Brache als Futterpflanzen und ganzjährige Stallhaltung durchgesetzt. Neben der intensivierten Tierhaltung wurde durch Verbesserungen in der Dreifelderwirtschaft (Fruchtfolge) und verbesserten Geräten auch der Ertrag der Feldfrüchte gesteigert und somit der sich erhöhende Bedarf der wachsenden Städte gedeckt. Unabhängig von der Restaurationskommission war hier Johann Christian Schubart auf seinem Mustergut Würchwitz bei Zeitz im letzten Drittel des 18. Jahrhunderts Vorreiter und Beispiel. Einen beispiellosen Aufschwung erlebte auch die Schafzucht. Ausgehend von 300 Merinoschafen, die 1763 aus Spanien eingeführt wurden, wurde Sachsen durch planmäßige Zucht und Veredelung in wenigen Jahren zum in Europa führenden Wollproduzenten.
Bereits nach einem Jahrzehnt erreichte der Staatshaushalt des zu Kriegsende durch die preußische Besatzung finanziell ruinierten, hoch verschuldeten Kursachsens wieder einen Überschuss von 380.000 Talern. Die Steuerscheine der Steuerkredit- und Staatsschuldentilgungskasse erzielten 1775 87 Prozent ihres Nennwertes und stiegen bis 1798 auf 106 Prozent. Sachsen wurde so schnell wieder zu einem der wirtschaftlich stärksten Gebiete des Heiligen Römischen Reiches. Das erfolgreiche Beispiel des Kurfürstentums veranlasste William Pitt den Jüngeren, beim Abbau der englischen Staatsschulden nach dem amerikanischen Unabhängigkeitskrieg nach gleichem Beispiel vorzugehen. In rascher Folge entstanden bis 1800 etwa 150 neue Manufakturen im Land; Leipzig (Leipziger Messe) behauptete seinen Rang als Umschlagplatz für den interkontinentalen Außenhandel und setzte sich dabei weiterhin gegen Frankfurt durch, das Leipzig schon seit etwa 1700 zum Beispiel im Verlagswesen überflügelt hatte. Der Wiederaufbau kriegszerstörter Städte und Stadtgebiete (Dresden, Wittenberg, Zittau) ging zügig voran. Neue Bildungseinrichtungen wie die Bergakademie Freiberg (1765) oder die erste Realschule (1785 in Dresden) wurden eröffnet. Der staatliche Verwaltungsaufbau wurde modernisiert, ein Finanzplan für die Verwaltung aufgestellt (1769) und das staatliche Finanzwesen mit Schaffung der sogenannten Generalhauptkasse zentralisiert (1773). Die 1763 begonnene Reform des sächsischen Forstwesens unter Carl Ludwig von Lassberg scheiterte jedoch.
Die angestoßenen Reformen und eingeführten Verbesserungen wirkten bis in die erste Hälfte des 19. Jahrhunderts und legten den Grundstein für die erfolgreiche Industrialisierung des Landes im 19. Jahrhundert, als Sachsen zu einem der Industriezentren des Deutschen Reiches aufstieg. Im Unterschied zum eher dirigistischen Preußen, das Ende des 18. Jahrhunderts mehr auf staatliche Bevorzugung bestimmter Unternehmen und Wirtschaftszweige setzte, förderte das Kurfürstentum Sachsen eher Unternehmertum und Konkurrenz.

## Personen
Führender Wegbereiter und Organisator des Rétablissements war der kursächsische Verwaltungsbeamte, Diplomat und spätere Minister Thomas Freiherr von Fritsch (1700–1775). Die wichtigsten Mitarbeiter waren Friedrich Ludwig von Wurmb (1723–1800), der 1764 als Direktor die neu eingerichtete Landesökonomie-, Manufaktur- und Kommerziendeputation (eine Behörde zur Beobachtung der Wirtschaftsentwicklung und Förderung von Unternehmensgründungen) übernahm, sowie der Verwaltungsbeamte und spätere leitende Minister Christian Gotthelf von Gutschmid (1721–1798) und dessen Schüler Friedrich Wilhelm von Ferber. Die Erfolge Sachsens bei der Wiederbelebung und Weiterentwicklung der Wirtschaft erregten über die Landesgrenzen hinaus Aufmerksamkeit. Viele der Mitglieder der Restaurierungskommission erhielten gutdotierte Angebote, in preußische, russische oder englische Dienste zu treten. Darunter Kabinettsminister Johann Georg von Einsiedel, Peter von Hohenthal oder Friedrich Anton von Heynitz. Letzterer wechselte in den preußischen Staatsdienst, wo er den Bergbau und das Hüttenwesen grundlegend modernisierte. Hier zählten Freiherr vom Stein, von Hardenberg und Alexander von Humboldt zu seinen Schülern und erwarben Kenntnisse in rationeller Staatslenkung im Sinne des aufgeklärten Absolutismus. Ironischerweise zählten vom Stein und Hardenberg einige Jahrzehnte später nach der Niederlage Napoleons in der Völkerschlacht 1813 zu den größten Verfechtern einer kompletten Annexion Sachsens durch Preußen, was während des Wiener Kongresses abgewendet wurde, jedoch noch immer in eine Abtretung von großen Teilen des sächsischen Staatsgebietes an Preußen mündete.

## Ausgabe von Papiergeld

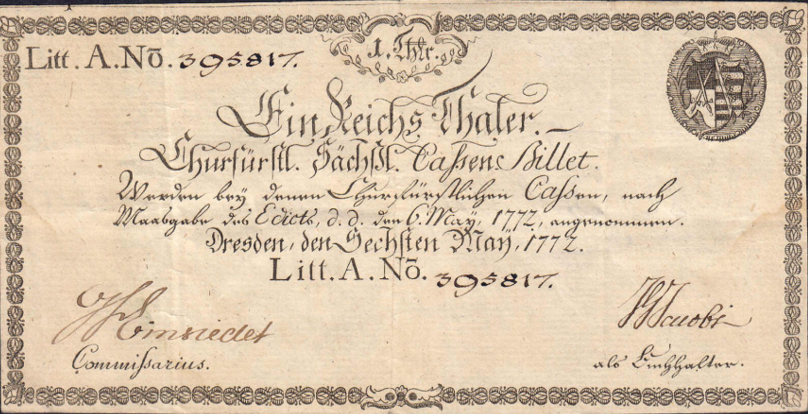
Churfürstlich Sächsisches Cassen-Billet im Wert von 1 Taler von 1772

Die Churfürstlich Sächsischen Cassen Billets, die erstmals 1772 ausgegeben wurden, sind berühmt als relativ wertstabiles Papiergeld. Ursprünglich im Gesamtwert von 1,5 Millionen Talern ausgegeben, widerstand der sächsische Staat allen Versuchen, die Menge beliebig auszuweiten, so dass die Papiere wertstabil blieben. Ein fälliger Abschlag beim Umtausch der Cassenbillets in Münzgeld trug ebenso dazu bei. Die Ausgabe war Teil der Maßnahmen zur Bewältigung der Hungersnot 1770–72, als drei Missernten in Folge in weiten Teilen Nord- und Mitteleuropas zu einer ökonomischen Krise und spürbaren Bevölkerungsverlusten führten. Das ausgegebene Papiergeld sollte helfen, die Wirtschaft nach der Krise zu stimulieren und folgte somit als Maßnahme den Prinzipien des Rétablissement. Erst 1876 wurden die letzten Cassenbillets in Reichswährung umgetauscht.